# تخمدان
تخمدان‌ها (به انگلیسی: ovary) دو غدهٔ تخم‌مرغی شکل هستند که در دو طرف رحم قرار گرفته‌اند و از طریق لوله فالوپ به رحم متصل هستند. تخمدان در جانوران ماده وجود دارد. آن‌ها حاوی تخمکهای نارس هستند که پس از رشد به تخمک بالغ تبدیل می‌شوند و توانایی لقاح را کسب می‌کنند. در هر قاعدگی اغلب یک تخمک از یک تخمدان آزاد می‌گردد و اگر هیچ‌ کدام از سلول‌های اسپرم نتوانند خود را به تخمک برساند پس از مدتی تخمک توانایی لقاح خود را از دست می‌دهد. در ضمن آزاد سازی تخمک‌ها از سن بلوغ جنسی آغاز شده و تا زمان مونوپاز ادامه پیدا می‌کند.
تخمدانها همچنین هورمون‌های جنسی زنانه یعنی پروژسترون و استروژن را می‌سازند که چرخه قاعدگی را تنظیم می‌کنند. استروژن همچنین باعث ایجاد برخی از مشخصات جنسی زنانه از جمله بزرگ شدن پستان‌ها می‌شود.

## آناتومی تخمدان
تخمدانها بیضوی شکل به طول تقریبی سه سانتی متر هستند که در داخل لگن قرار دارند و با لیگامانهایی در جای خود تثبیت شده‌اند و با لوله‌های فالوپ به رحم راه دارند.

## تخمک گذاری
دختران تازه متولد حدود ۱۵۰٬۰۰۰ تخمک نارس ذخیره شده دارند که قبل از تولد در تخمدان‌های آن‌ها جای گرفته‌است. تخمکها در تخمدان‌ها ذخیره می‌شوند و تا هنگام افزایش سطوح هورمون‌های جنسی زنانه در سن بلوغ که موجب شروع سیکل قاعدگی می‌شوند، شروع به رشد و تکامل نمی‌نمایند. هر ماه یک تخمک به مدت ۱۴ روز در فولیکول خودش رشد نموده و رسیده می‌شود، سپس فولیکول پاره شده و تخمک آزاد شده از تخمدان به سمت لوله‌های رحم حرکت می‌کند که این پدیده تخمک‌گذاری نامیده می‌شود.

## کیست تخمدان

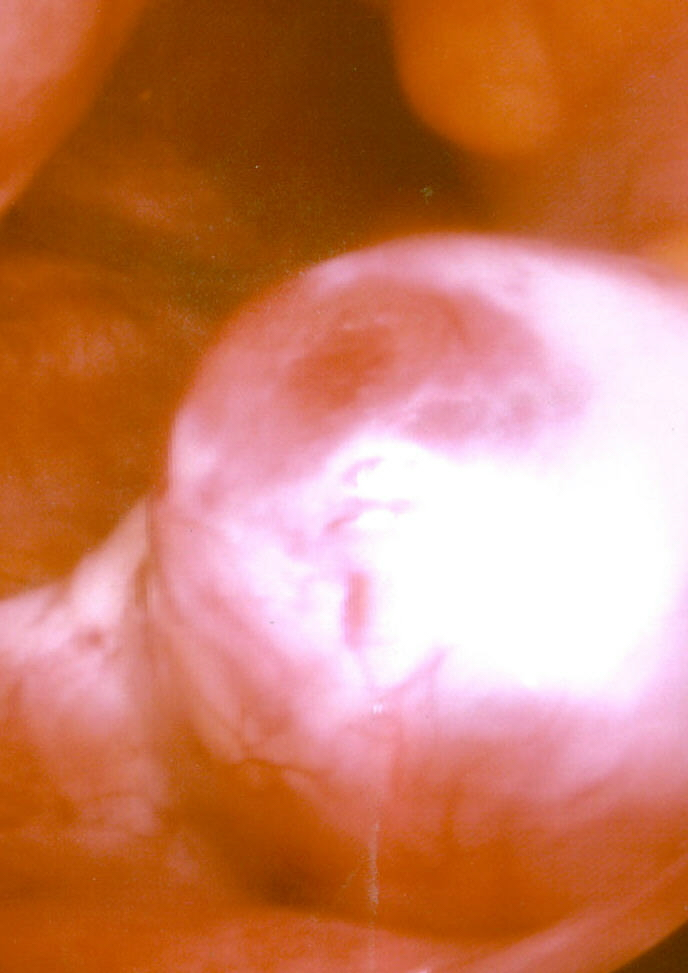
تخمک گذاری

کیست‌های تخمدان ساک‌هایی حاوی مایع هستند که درون تخمدان یا روی آن رشد می‌کنند. انواع مختلفی از کیستهای تخمدان وجود دارد که شایعترین آن کیست‌های فولیکولی است که در یکی از فولیکولهای تولیدکننده تخمک ایجاد می‌شود. کیست‌های ساده (فولیکولی) با رشد قسمتی از تخمدان و تجمع مایع داخل آن مشخص می‌شوند، اندازه آن‌ها معمولاً بالای ۳ سانتی‌متر است و نباید با فولیکول تخمک که در زمان تخمک‌گذاری گاهی حتی به اندازه ۲۵ میلی‌متر می‌رسد، اشتباه شوند. بیشتر این کیست‌ها خود به خود یا با مصرف قرص‌های پیشگیری از بارداری در خلال ۶ تا ۸ هفته از بین می‌روند و اغلب موجب بروز مشکلی نمی‌شوند البته گاه موجب درد شکمی می‌شوند.
کیستهای مرکب با حضور تیغه یا سپتوم در داخل کیست در سونوگرافی مشخص می‌شوند که آن‌ها را به حفره‌های متعدد تقسیم می‌کند؛ به‌طوریکه کیست چند حفره‌ای ایجاد می‌شود.

## سرطان تخمدان
سرطان تخمدان به علت تغییرات بدخیم سلولهای تخمدان ایجاد می‌شود و دومین سرطان شایع دستگاه تناسلی زنان و هفتمین سرطان زنان می‌باشد. خطر مرگ و میر این بیماری از سایر سرطان‌های دستگاه تناسلی بیشتر است. در ۸۰٪ موارد این نوع سرطان بعد از ۴۰ سالگی بروز می‌کند.

## اختلالات ترشحی تخمدان
هیپوگنادیسم:ترشح کمتر از حد طبیعی تخمدان‌ها که ممکن است به علت تشکیل ناقص تخمدان‌ها، فقدان تخمدان‌ها، یا اختلالات ناشی از فقدان آنزیم ایجاد شود.
-بی نظمی‌های قاعدگی ناشی از هیپوگنادیسم: برای اینکه استروژن‌ها بتوانند چرخه جنسی ریتمیک را به وجود آورند مقدارشان باید از یک حد مشخص بالاتر باشد. در نتیجه در هیپوگنادیسم یا حتی زمانی که غدد جنسی به دلیل عوامل دیگری همچون:
هیپوتیروییدی، مقدار استروژن کمی تولید می‌کنند، چرخه تخمدانی اغلب به صورت طبیعی اتفاق نمی‌افتد. بلکه ممکن است چندین ماه بین دوره‌های قاعدگی فاصله بیفتد یا اینکه خون ریزی قاعدگی به‌طور کامل متوقف شود (آمنوره). افزایش ترشحات تخمدانی: ترشح فوق‌العاده زیاد هورمون‌های تخمدانی از نظر بالینی نادر است زیرا افزایش ترشح استروژن، تولید گونادوتروپین‌ها را از هیپوفیز کم می‌کند. در نتیجه افزایش هورمون‌های زنانه معمولاً تنها زمانی در بالین دیده می‌شود که یک تومور زنانه ساز در فرد به وجود آمده باشد. به ندرت ممکن است تومور سلول‌های گرانولوزا در تخمدان ایجاد شود که اغلب پس از یایسگی رخ می‌دهد. تا پیش از آن این تومورها مقادیر فراوانی استروژن ترشح می‌کنند که باعث اثرات استروژنیک معمول از جمله هیپرتروفی اندومتر و خون ریزی نامنظم از اندومتر می‌شوند. در واقع خونریزی غالباً اولین و تنها نشانه وجود این تومور می‌باشد.

## نگارخانه

دستگاه تناسلی زنانه(ساختار رحم + واژن)
برشی عرضی از بافت تخمدان. بزرگنمایی: ۱۰x
برشی عرضی از بافت تخمدان. بزرگنمایی: ۱۰۰x
فولیکول در تخمدان. بزرگنمایی: ۴x
فولیکول در تخمدان. بزرگنمایی: ۱۰x
فولیکول در تخمدان. بزرگنمایی: ۴۰x